# 440

## Esdeveniments
- 29 de setembre, Roma: Lleó I el Gran és escollit papa succeint Sixt III.
- Juny, Sicília: Els vàndals de Genseric hi desembarquen, assolen l'illa i assetgen Palerm.
- Gàl·lia: Els francs fan incursions, saquegen Colònia i Magúncia i destrueixen Trèveris.
- Britànnia: El rei Cunedda funda el Regne de Gwynedd.

## Naixements
- Regne d'Ibèria: Vakhtang I Cap de Llop, rei. (m. 522)
- Gàl·lia: Austrapius, darrer rei dels menapis. (m. 508)
- Kanchipuram, Índia: Bodhidharma, monjo budista que va introduir l'art marcial del kung fu i el budisme a la Xina.

## Necrològiques
- 18 d'agost, Roma, Imperi Romà d'Occident: Sant Sixt III, papa.
- Constantinoble, Imperi Romà d'Orient: Sòcrates Escolàstic, orador i escriptor religiós grec.